# Эксперты (фильм)
«Эксперты» — кинокомедия Дэйва Томаса.

## Сюжет
Хипстеров Трэвиса и Уэнделл похищают по пути в открывающийся ночной клуб в сельской местности Небраски, США. Шпион КГБ Боб Смит перевозит их в СССР для обучения агентов КГБ американской моде.

## В ролях
- Джон Траволта — Трэвис
- Келли Престон — Бонни
- Рик Дукомман — Спаркс
- Джеймс Киш — Юрий
- Ян Рубес — Ильич
- Арья Гросс — Венделл
- Чарльз Мартин Смит — мистер Смит
- Марк Рейд — Билли Смит
- Элла Левых — русская журналистка
- Михаил Левых — русский репортер
- Андрей Григорьев — охранник
- Сергей Филонов — тюремный охранник
- Алекс Бруханский — таксист

Траволта и Престон впервые встретились на съёмках этого фильма, а позже поженились. В некоторых переводах фильм называется «Чудо-специалисты».